# Phyllanthus leschenaultii
Phyllanthus leschenaultii är en emblikaväxtart som beskrevs av Johannes Müller Argoviensis. Phyllanthus leschenaultii ingår i släktet Phyllanthus och familjen emblikaväxter. Inga underarter finns listade i Catalogue of Life.